# Сультсбак-ле-Бен
Сультсба́к-ле-Бен (фр. Soultzbach-les-Bains) — коммуна на северо-востоке Франции в регионе Гранд-Эст (бывший Эльзас — Шампань — Арденны — Лотарингия), департамент Верхний Рейн, округ Кольмар — Рибовилле, кантон Вендзенем. До марта 2015 года коммуна административно входила в состав упразднённого кантона Мюнстер (округ Кольмар).
Площадь коммуны — 7,06 км², население — 644 человека (2006) с тенденцией к росту: 714 человек (2012), плотность населения — 101,1 чел/км².

## Население
Численность населения коммуны в 2011 году составляла 694 человека, а в 2012 году — 714 человек.
| 1962 | 1968 | 1975 | 1982 | 1990 | 1999 | 2006 | 2008 | 2011 | 2012 |
| ---- | ---- | ---- | ---- | ---- | ---- | ---- | ---- | ---- | ---- |
| 599  | 550  | 579  | 573  | 588  | 602  | 644  | 656  | 694  | 714  |

Динамика населения:

## Экономика
В 2010 году из 433 человек трудоспособного возраста (от 15 до 64 лет) 327 были экономически активными, 106 — неактивными (показатель активности 75,5 %, в 1999 году — 70,9 %). Из 327 активных трудоспособных жителей работали 316 человек (166 мужчин и 150 женщин), 11 числились безработными (1 мужчина и 10 женщин). Среди 106 трудоспособных неактивных граждан 24 были учениками либо студентами, 56 — пенсионерами, а ещё 26 — были неактивны в силу других причин.
На протяжении 2011 года в коммуне числилось 302 облагаемых налогом домохозяйства, в которых проживало 691,5 человек. При этом медиана доходов составила 23064,5 евро на одного налогоплательщика.

## Достопримечательности (фотогалерея)

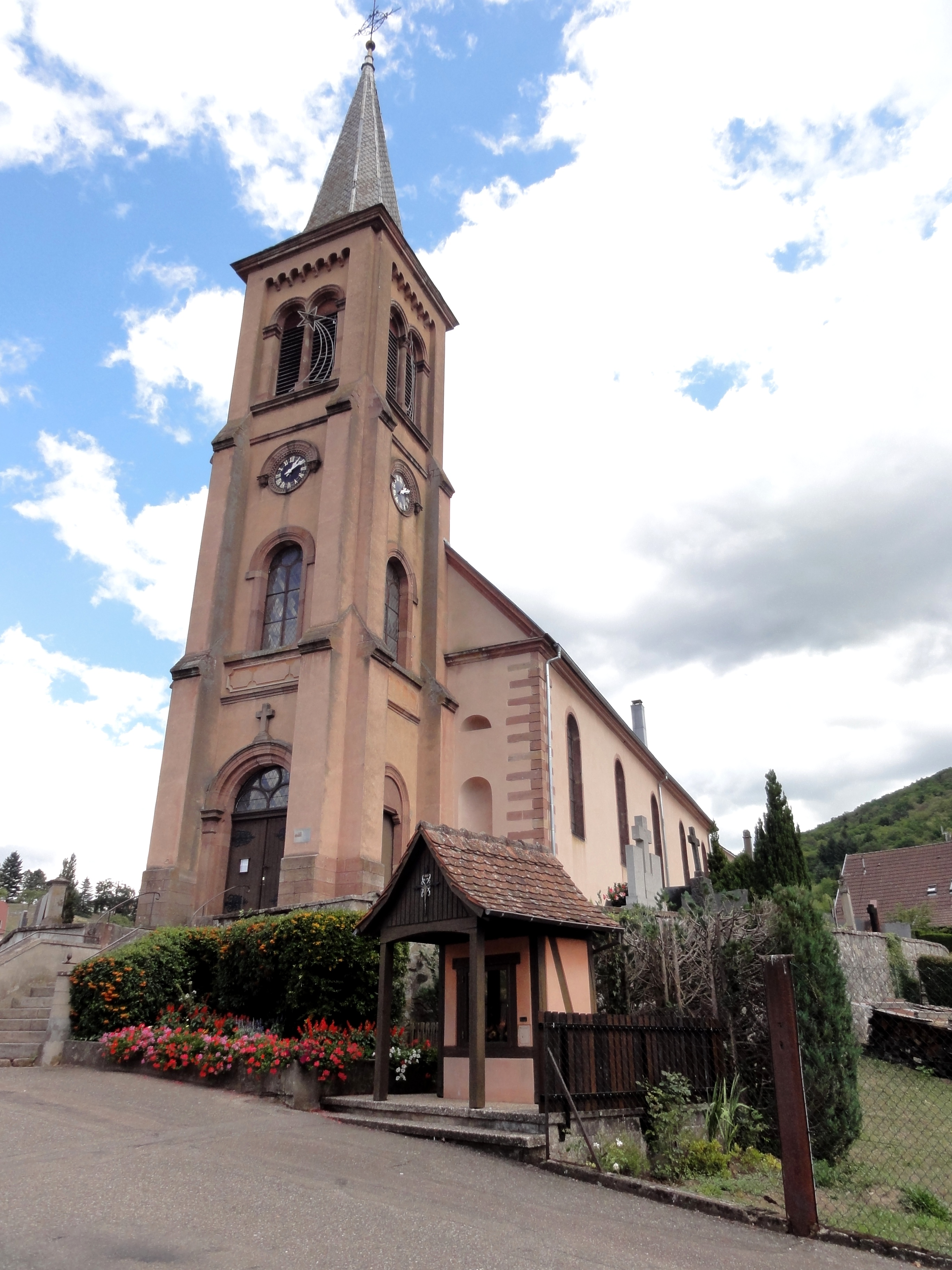
Церковь
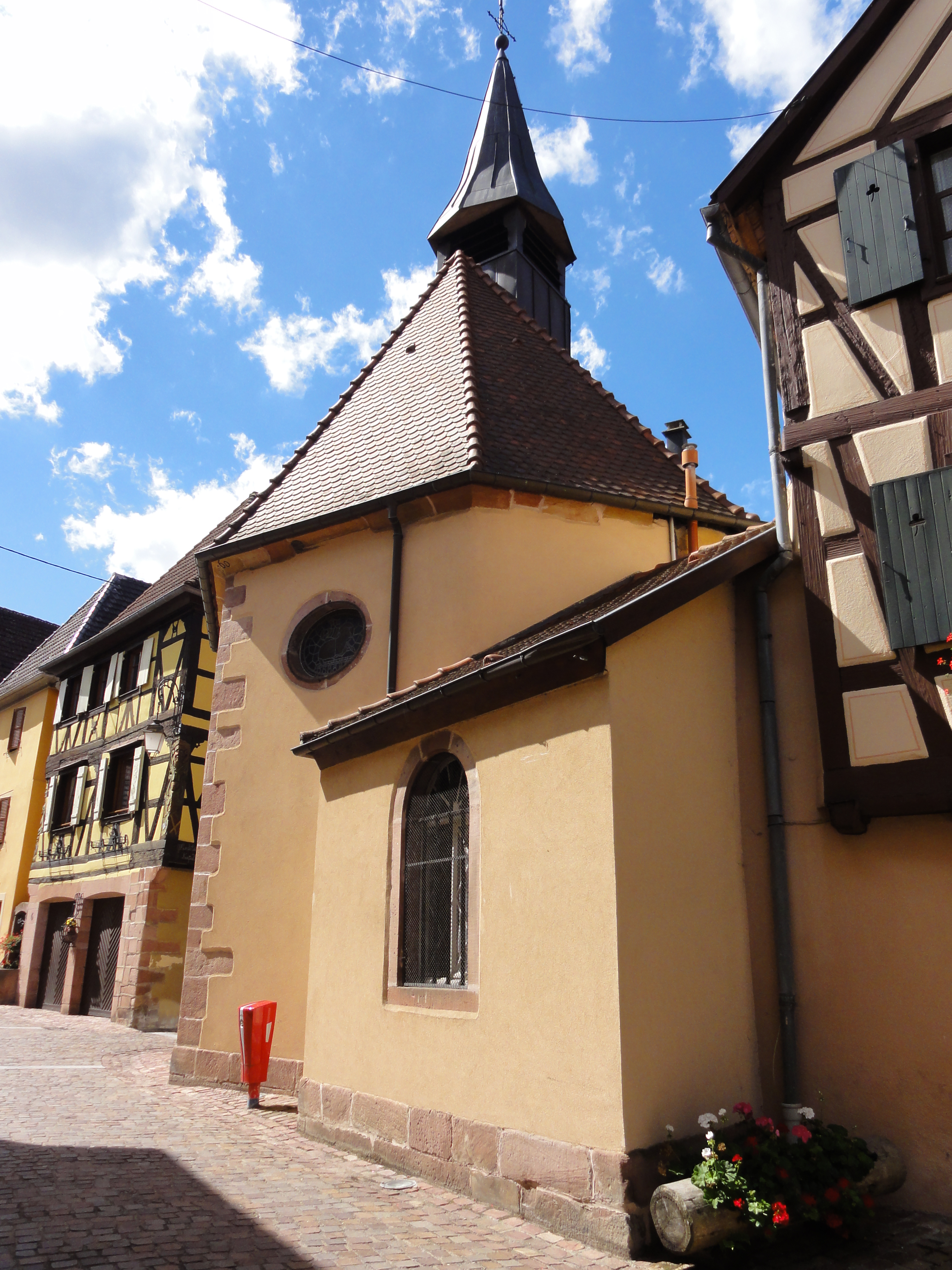
Часовня
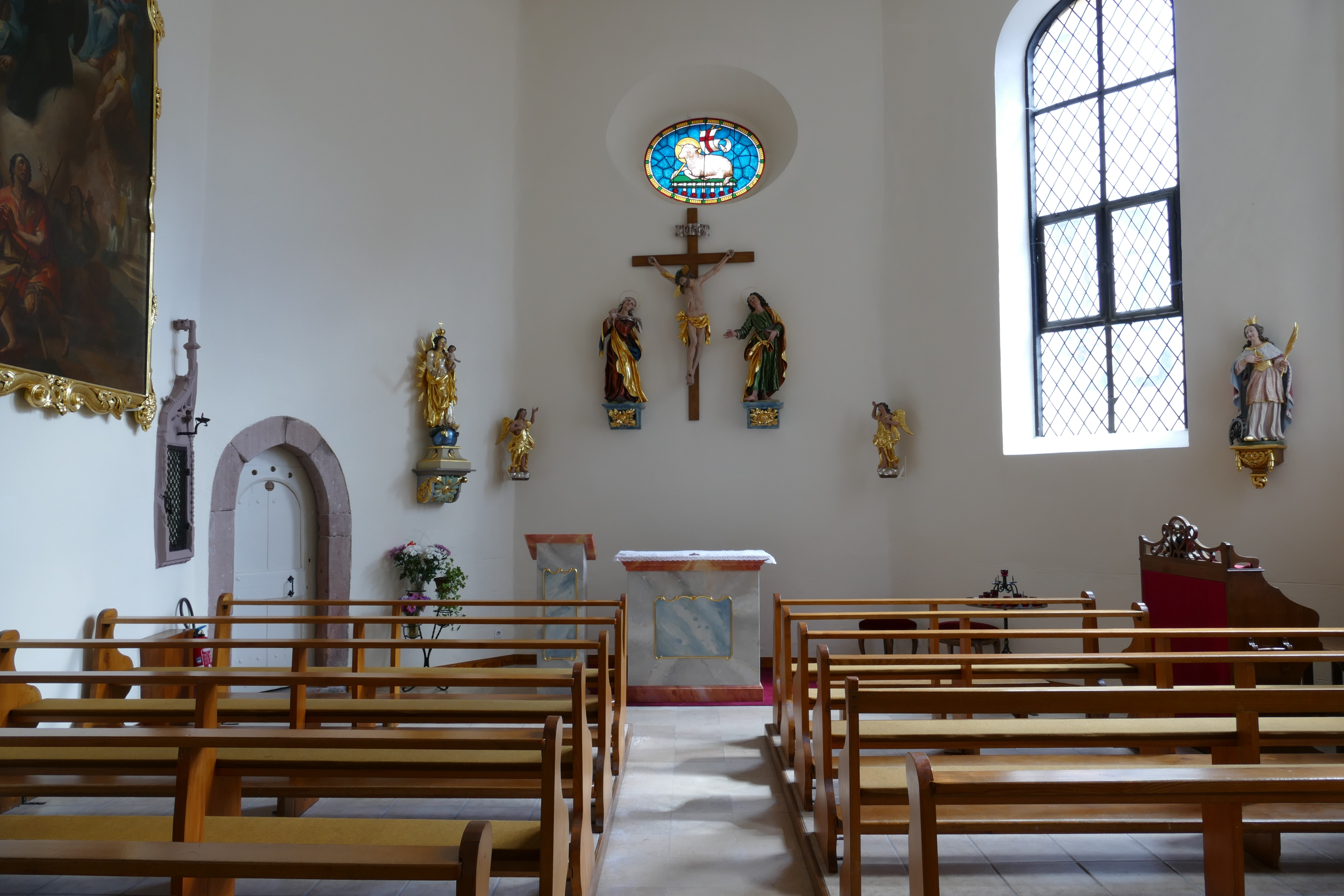
Интерьер
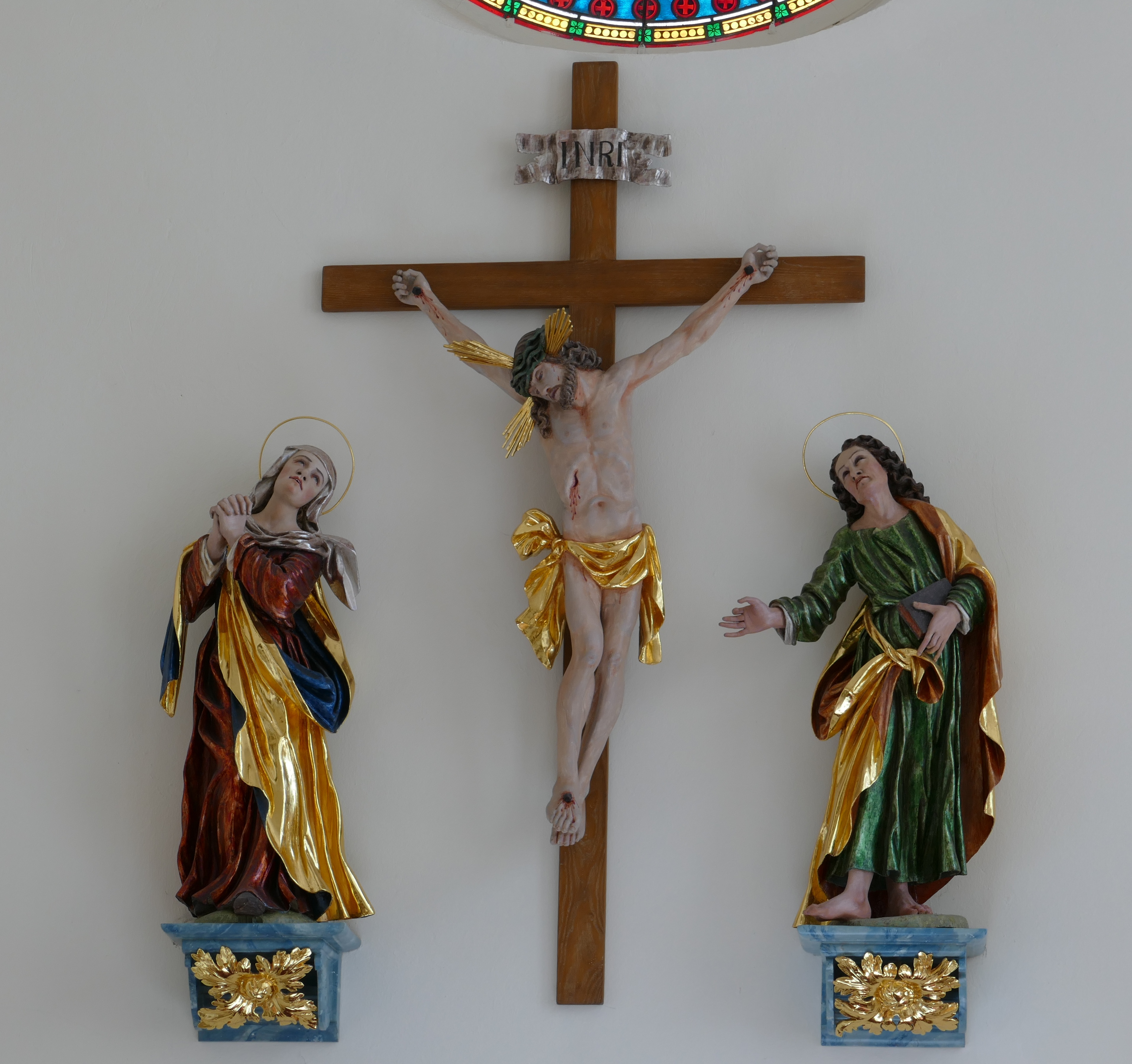
Распятие (XVIII век)
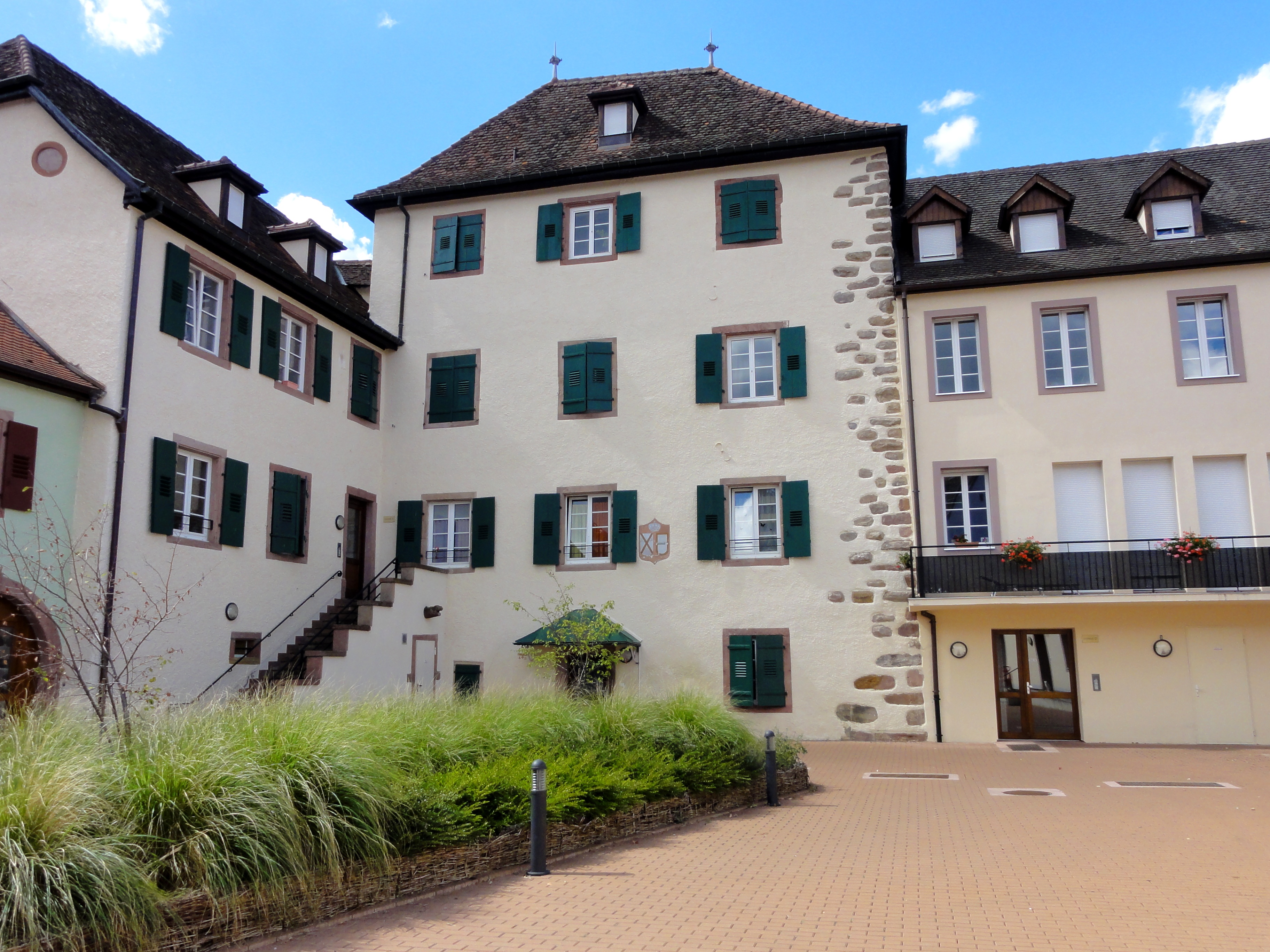
Шато (XVI—XVII—XVIII век)
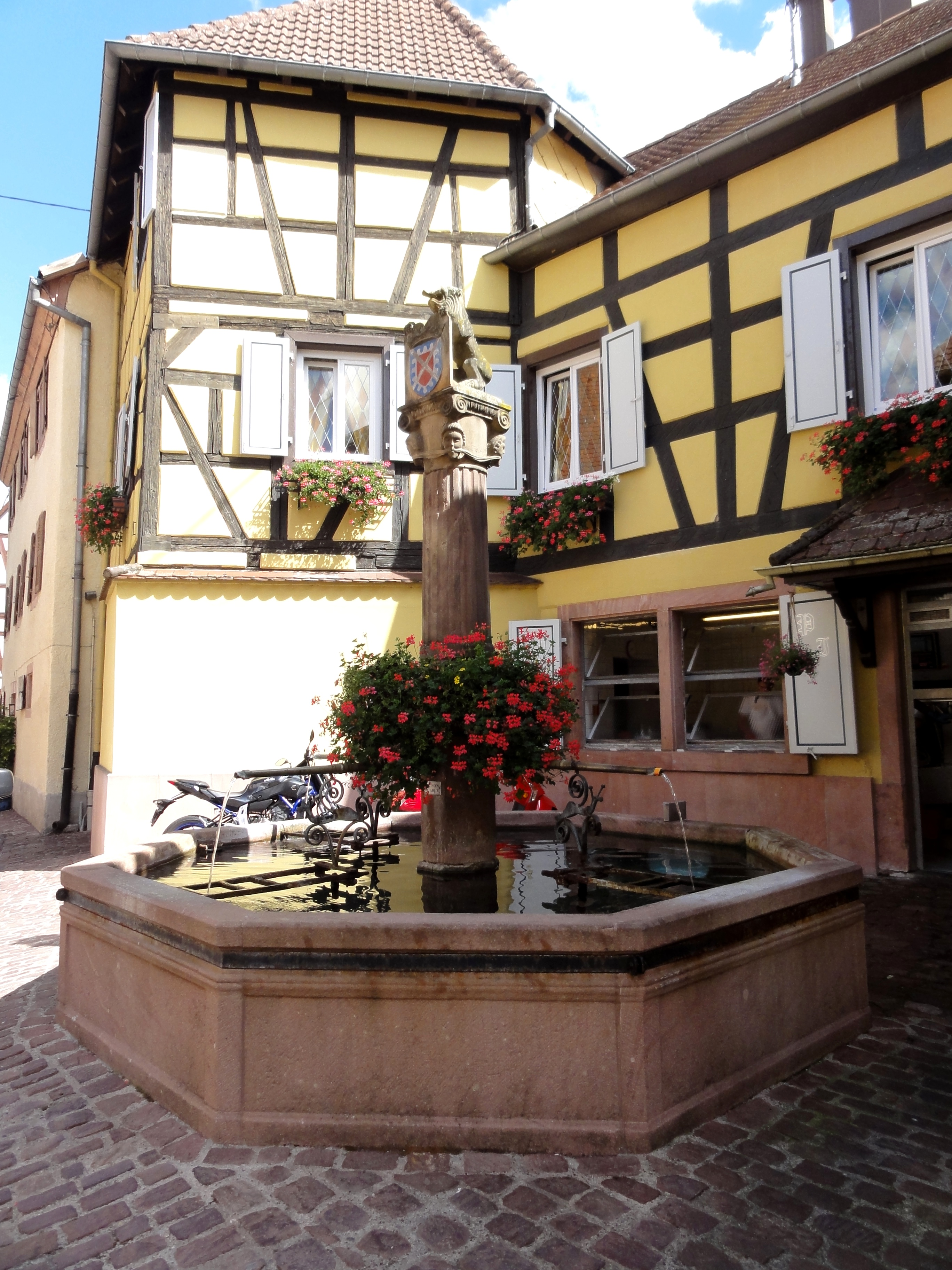
Фонтан (XVII—XIX век)